# BWF Future Series 2008
Die BWF Future Series 2008 war die zweite Auflage der BWF Future Series im Badminton.

## Turniere und Sieger
| Veranstaltung | Herreneinzel          | Dameneinzel          | Herrendoppel                            | Damendoppel                           | Mixed                               |
| ------------- | --------------------- | -------------------- | --------------------------------------- | ------------------------------------- | ----------------------------------- |
| Brasilien     | Kevin Cordón          | Cristina Aicardi     | Andrés Corpancho Bruno Monteverde       | Cristina Aicardi Alejandra Monteverde | Bruno Monteverde Claudia Zornoza    |
| Kuba          | Yuhan Tan             | Solángel Guzmán      | Alexander Hernández Osleni Guerrero     | Solángel Guzmán Lisandra Suárez       | Osleni Guerrero Lisandra Suárez     |
| Kenia         | Chetan Anand          | Ana Moura            | Georgie Cupidon Steve Malcouzane        | Michelle Edwards Chantal Botts        | Greg Orobosa Okuonghae Grace Daniel |
| Laos          | Hendri Aprilliyanto   | Lê Ngọc Nguyên Nhung | Afiat Yuris Wirawan Wifqi Windarto      | Annisa Wahyuni Nimas Rani Wjayanti    | Dương Bảo Đức Thái Thị Hồng Gấm     |
| Mauritius     | Edwin Ekiring         | Grace Daniel         | Jinkan Ifraimu Ola Fagbemi              | Chantal Botts Michelle Edwards        | Dorian James Michelle Edwards       |
| Miami         | Kevin Cordón          | Claudia Rivero       | Daniel Gouw Chandra Kowi                | Tania Luiz Eugenia Tanaka             | Andrés Corpancho Cristina Aicardi   |
| Peru          | Kevin Cordón          | Claudia Rivero       | Francisco Ugaz José Antonio Crespo      | Eugenia Tanaka Tania Luiz             | Andrés Corpancho Cristina Aicardi   |
| Samoa         | nicht ausgetragen     | nicht ausgetragen    | nicht ausgetragen                       | nicht ausgetragen                     | nicht ausgetragen                   |
| Slowakei      | Valeriy Atrashchenkov | Elena Prus           | Magnús Ingi Helgason Helgi Jóhannesson  | Bing Huang Chloe Magee                | Valeriy Atrashchenkov Elena Prus    |
| Südafrika     | Daniel Paiola         | Stacey Doubell       | Dorian James Willem Viljoen             | Jade Morgan Annari Viljoen            | Chris Dednam Michelle Edwards       |
| Suriname      | Virgil Soeroredjo     | Shari Watson         | Virgil Soeroredjo Mitchel Wongsodikromo | Daniële Melchiot Nathalie Haynes      | Virgil Soeroredjo Nathalie Haynes   |